# This Time Around
A This Time Around Michael Jackson amerikai énekes dala HIStory: Past, Present and Future, Book I című albumáról. 1995 decemberében jelent meg az album negyedik kislemezeként, csak az Egyesült Államokban és csak promóciós kislemezen. A dalban The Notorious B.I.G. amerikai rapper is közreműködik. Szövege egy zenészről szól, aki nehezen viseli hírnevét. A dal jól szerepelt a slágerlistákon, annak ellenére, hogy promóciós dalként csak a rádiós játszások alapján kerülhetett fel rájuk. A kritikusok vegyes fogadtatásban részesítették.

## Háttere
A szöveget Michael Jackson írta a zenét Dallas Austin, Bruce Swedien és Rene Moore szerezte. Austin és Jackson a dal producerei is, Swedien és Moore társproducerek. A dal R&B, hiphop és funk stílusú, négynegyedes ütemben íródott, D-dúrban, tempója 108 beats per minute. Szövegében Michael és Notorious B.I.G. azt részletezik, milyen nehézségekkel jár sztárnak lenni; Jackson – utalva az ellene 1993-ban felhozott gyermekmolesztálási vádakra – kijelenti, hogy hamisan vádolták.

## Fogadtatása
James Hunter, a Rolling Stone munkatársa szerint a dal „igazi dinamit az atlantai R&B nagymenő, Dallas Austin közremáködésével; remixelésre érett.” Jon Pareles a The New York Timestól úgy érezte, Jackson helyenként motyogja a szöveget. Bár a dal a Billboard Hot 100-ra nem kerülhetett fel, más Billboard-slágerlistákon jól szerepelt, kizárólag a rádiós játszások alapján.

## Dallista
| 2×12" kislemez (USA; promó) (ES 7603/ES 7604) - A1. This Time Around (D.M. Mad Club Mix) – 10:23 - A2. This Time Around (D.M. Radio Mix) – 4:05 - B1. This Time Around (Maurice’s Club Around Mix) – 9:00 - B2. This Time Around (Georgie’s House N Around Mix) – 6:04 - C1. This Time Around (The Timeland Dub) – 7:22 - C2. This Time Around (The Neverland Dub (Aftermath) – 7:46 - D1. This Time Around (The Don’s Control This Dub) – 4:30 - D2. This Time Around (UBQ’s Opera Vibe Dub) – 7:00 - D3. This Time Around (D.M.’s Bang Da Drums Mix) – 6:34 12" kislemez (USA; promó) (EAS 7606) - A1. This Time Around (Dallas Main Extended Mix) – 7:15 - A2. This Time Around (Maurice’s Hip Hop Around Mix) – 4:25 - A3. This Time Around (Maurice’s Hip Hop Around Mix w/o Rap) – 4:25 - B1. This Time Around (Dallas Main Mix) – 6:40 - B2. This Time Around (Dallas Main Mix w/o Rap) – 6:40 - B3. This Time Around (Album Instrumental) – 4:12 12" kislemez (USA; promó) (EAS 7607) - A1. This Time Around (Uno Clio 12" Master Mix) – 9:25 - A2. This Time Around (D.M. AM Mix) – 7:47 - B1. This Time Around (D.M. Mad Dub) – 8:00 - B2. This Time Around (Uno Clio Dub Mix) – 8:06 | CD (Európa; promó) (SAMPCD 3598) 1. This Time Around (D.M. Radio Mix) – 4:05 2. This Time Around (Dallas Radio Remix) – 4:31 3. This Time Around (Maurice’s Club Around Radio Mix) – 4:00 4. This Time Around (Maurice’s Hip Hop Around Mix w/Drop) – 4:18 5. This Time Around (David Mitson Clean Edit) – 4:21 This Time Around/Earth Song CD (USA; promó) (ESK 7521) 1. This Time Around (Dallas Clean Album Remix) – 4:12 2. This Time Around (David Mitson Clean Edit) – 4:21 3. This Time Around (Dallas Radio Remix) – 4:31 4. This Time Around (Dallas Radio Remix [w/o Rap]) – 4:31 5. This Time Around (Maurice’s Hip Hop Around Mix w/Drop) – 4:18 6. This Time Around (Maurice’s Hip Hop Around Mix w/o Rap) – 4:25 7. This Time Around (Maurice’s Club Around Radio Mix) – 4:00 8. This Time Around (D.M. Radio Mix) – 4:05 9. Earth Song (Radio Edit) – 5:02 10. Earth Song (Album Version) – 6:46 11. Earth Song (Hani’s Radio Experience) – 3:33 |

## Helyezések
| Slágerlista (1995/1996)                 | Legmagasabb helyezés |
| --------------------------------------- | -------------------- |
| Billboard Dance Music/Club Play Singles | 18                   |
| Billboard Hot R&B/Hip-Hop Airplay       | 23                   |
| Billboard Rhythmic Top 40               | 36                   |